# Dischingen
Dischingen est une commune de Bade-Wurtemberg (Allemagne), située dans l'arrondissement de Heidenheim, dans la région de Wurtemberg-de-l'Est, dans le district de Stuttgart.

## Héraldique des quartiers

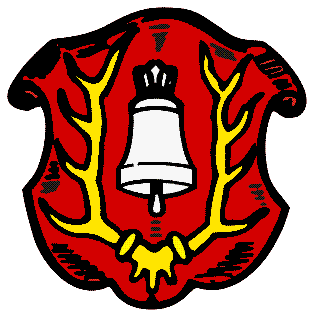
Ballmertshofen (de)
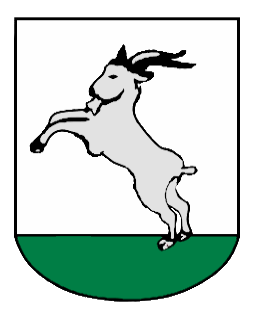
Demmingen (de)
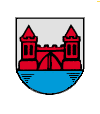
Dunstelkingen (de)
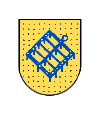
Eglingen
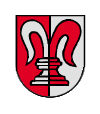
Frickingen (Dischingen) (de)
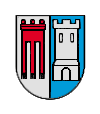
Trugenhofen (de)

## Personnalités liées à la ville
- Louise de Tour et Taxis (1859-1948), princesse née au château de Taxis
- Thérèse de Mecklenburg-Strelitz (1773-1839), princesse de la maison de Mecklenbourg, morte au château de Taxis